# Дондинские богатыри
Донди́нские богатыри́ (в варианте Н. Г. Первухина: Леге́нды о богатыря́х Донди́нского кру́га) — группа удмуртских легенд, записанных во второй половине XIX века. Легенды повествуют о богатырях, якобы некогда живших в покинутых городищах Чепецкой археологической культуры.
Легенды впервые были изданы фольклористом Б. Г. Гавриловым (1880 год), краеведами Н. Г. Первухиным (1886 и 1888 годы) и Г. Е. Верещагиным (1886 год). Н. Г. Первухиным легенды были не только упорядочены, но и глубоко творчески переработаны, поэтому обращаться к его изданиям как к историческим или этнографическим источникам следует осторожно.
Легенды о Дондинских богатырях являются оттопонимическими (созданными с целью объяснить какое-либо географическое название — топоним) и были распространены в основном среди удмуртов среднего течения Чепцы (нынешний Глазовский район Удмуртии), тогда как легенда об Идне имела более широкое распространение.

## Содержание
Легенды рассказывают о жизни удмуртских богатырей (удм. батыр). У каждого богатыря имелось своё городище (удм. кар), которое располагалось обычно на холме.
- Главные герои:
  - Донды́ — самый старший из богатырей (по одной из версий старший из братьев, по другой — отец других богатырей), жил сначала в городище Иднакар, затем перешёл в Дондыкар.
  - Идна́ (Игна, Иднать), Гурья́, Весья́, Зуй — сыновья или младшие братья Донды, жили соответственно в городищах Иднакаре, Гурьякаре, Весьякаре и Зуйкаре.
- Второстепенные персонажи:
  - Эбга́ — жена одного из богатырей.
  - Чиби́нь — сын Эбги.

## Этимология имён
Имена богатырей входят в состав топонимов, поэтому легенды считаются оттопонимическими. Судя по всему, они представляют собой удмуртизованные русские имена — Игнат, Гурий, Вася, Зуй. Удмуртский исследователь М. Г. Атаманов, напротив, не объясняя этимологии, утверждает их исконно удмуртское происхождение. Он объясняет лишь этимологию имени Гурья: Гуръя ← удм. гур «серёжка, почка на деревьях» + аффикс -я. Работы Атаманова подвергались критике В. В. Напольских и В. С. Чураковым. Донды, в отличие от других, вероятно, никогда и не являлось именем, оно никак не этимологизируется и из удмуртского языка. Эбга — это название одного из удмуртских родов. Данный род жил по среднему течению Чепцы, в основном — в деревне Красная Слудка (удм. Вуж Эбга). Чибинь — личное имя, букв. удм.  «комар, ничтожество». Имя выведено из названия деревни Чибинькар, с XIX века известной в переписях под русским названием Комарово.

## Научная интерпретация
Ранее богатыри связывались с городищами чепецкой археологической культуры, однако данная интерпретация представляется невозможной по ряду причин. Удмурты приступили к активному освоению среднего течения Чепцы в XVI веке, то есть через некоторое время после исчезновения данной культуры. Согласно переписям начала XVII века, среди северных удмуртов русские церковные и нецерковные имена были широко распространены уже в XVI веке, а первое документальное свидетельство о принятии христианства вятскими удмуртами относится к 1557 году. Поэтому, несмотря на то, что массово христианство удмурты приняли позже, в XVIII — XIX веках, имена богатырей могли принадлежать именно удмуртам. В легендах оговаривается, что Идна жил уже во времена «Белого царя», то есть можно предположить, что не ранее царствования Ивана Грозного. Также в легендах отмечается, что Идна боролся с русскими. Таким образом, богатырей нельзя связывать с историей городищ, а наличие признаков «героического эпоса» — воспринимать как свидетельство политогенеза у «древних удмуртов» чепецкой культуры.
Отождествлению друг с другом в народной памяти совершенно разных исторических пластов есть параллели — например, существуют удмуртские легенды, которые связывают остатки городищ с «пугачами» — членами шайки Е. Пугачёва, хотя последние в тех местах никогда не были. В целом, легенда об Идне была популярна среди отдельных групп северных удмуртов, существовал даже его культ.
Вышеуказанные факты не мешают удмуртскому археологу М. Г. Ивановой делать легенды в интерпретации Н. Г. Первухина одним из доказательств своей концепции, согласно которой Иднакар был «центром древних удмуртов».

## В современной художественной литературе
Легенды о дондинских богатырях, особенно в интерпретации и творческой обработке Н. Г. Первухина, востребованы в среде удмуртской интеллигенции, неоднократно предпринимались попытки сложить из легенд полный цикл наподобие Калевалы и Калевипоэга.
Популяризация сюжета о богатырях «Дондинского круга» вызывает у профессиональных историков опасения, что у неподготовленного читателя сложатся ложные представления, о том что современные обработки являются оригинальным образцом устного народного творчества северных удмуртов, в котором в фольклоризированном виде отражены исторические реалии периода существования городищ чепецкой археологической культуры.